# Avenue René-Boylesve
L'avenue René-Boylesve est une voie du 16e arrondissement de Paris, en France.

## Situation et accès
L'avenue René-Boylesve est une voie publique située dans le 16e arrondissement de Paris. Elle débute au 30, avenue du Président-Kennedy et se termine avenue Marcel-Proust.
Elle croise l'impasse Marie-de-Régnier.
Le quartier est desservi par la ligne 6, à la station Passy.

## Origine du nom

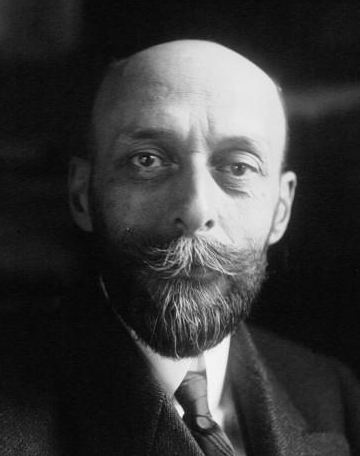
René Boylesve, en 1919.

L'avenue porte le nom de l'homme de lettres français René Marie Auguste Tardiveau, dit René Boylesve (1867-1926).

## Historique
Cette voie est ouverte sous sa dénomination actuelle par un arrêté préfectoral du 9 juillet 1930 sur une parcelle de l'ancien parc des Eaux minérales de Passy.

## Bâtiments remarquables et lieux de mémoire

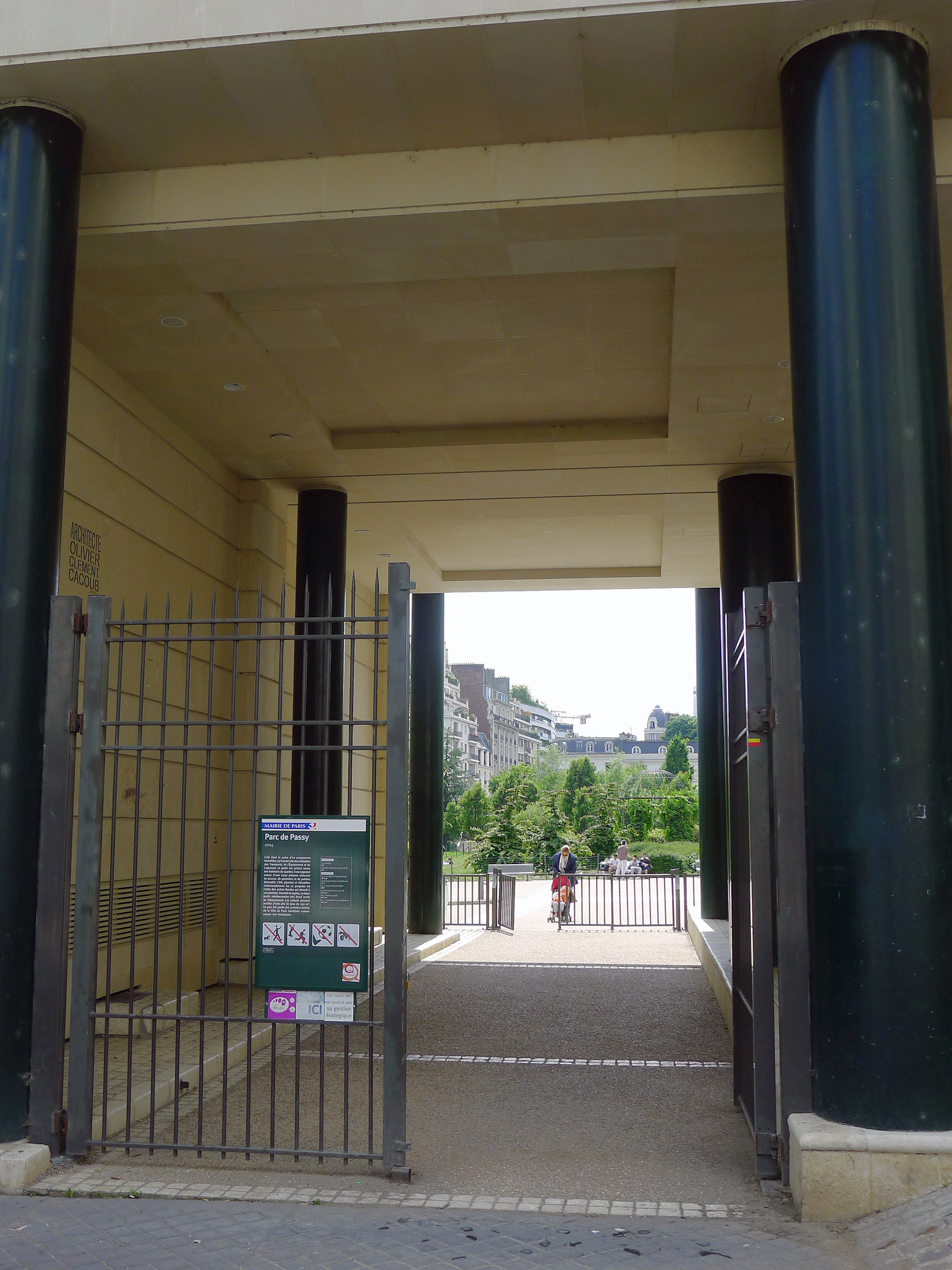
Entrée du parc de Passy depuis l'avenue.
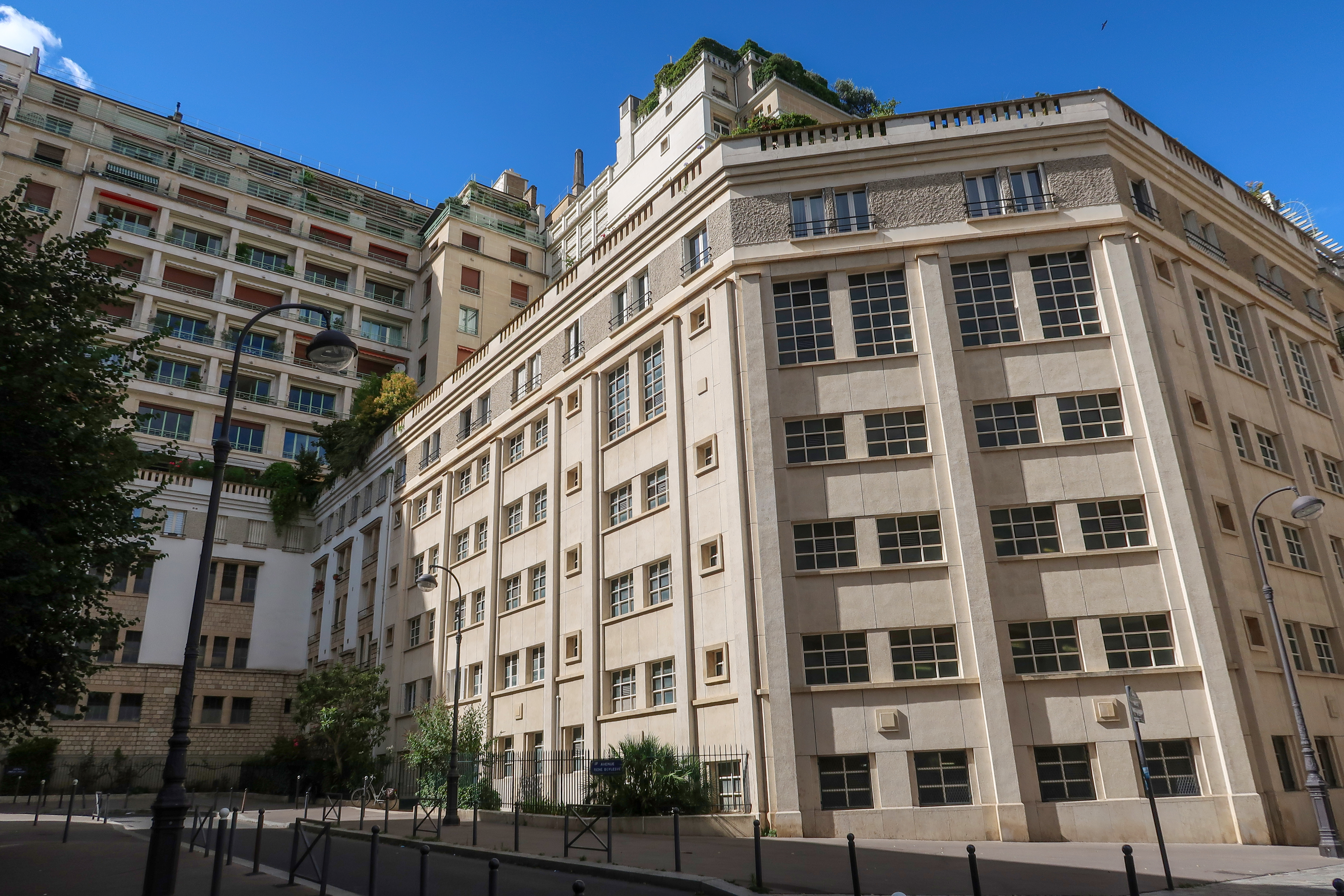
No 18.
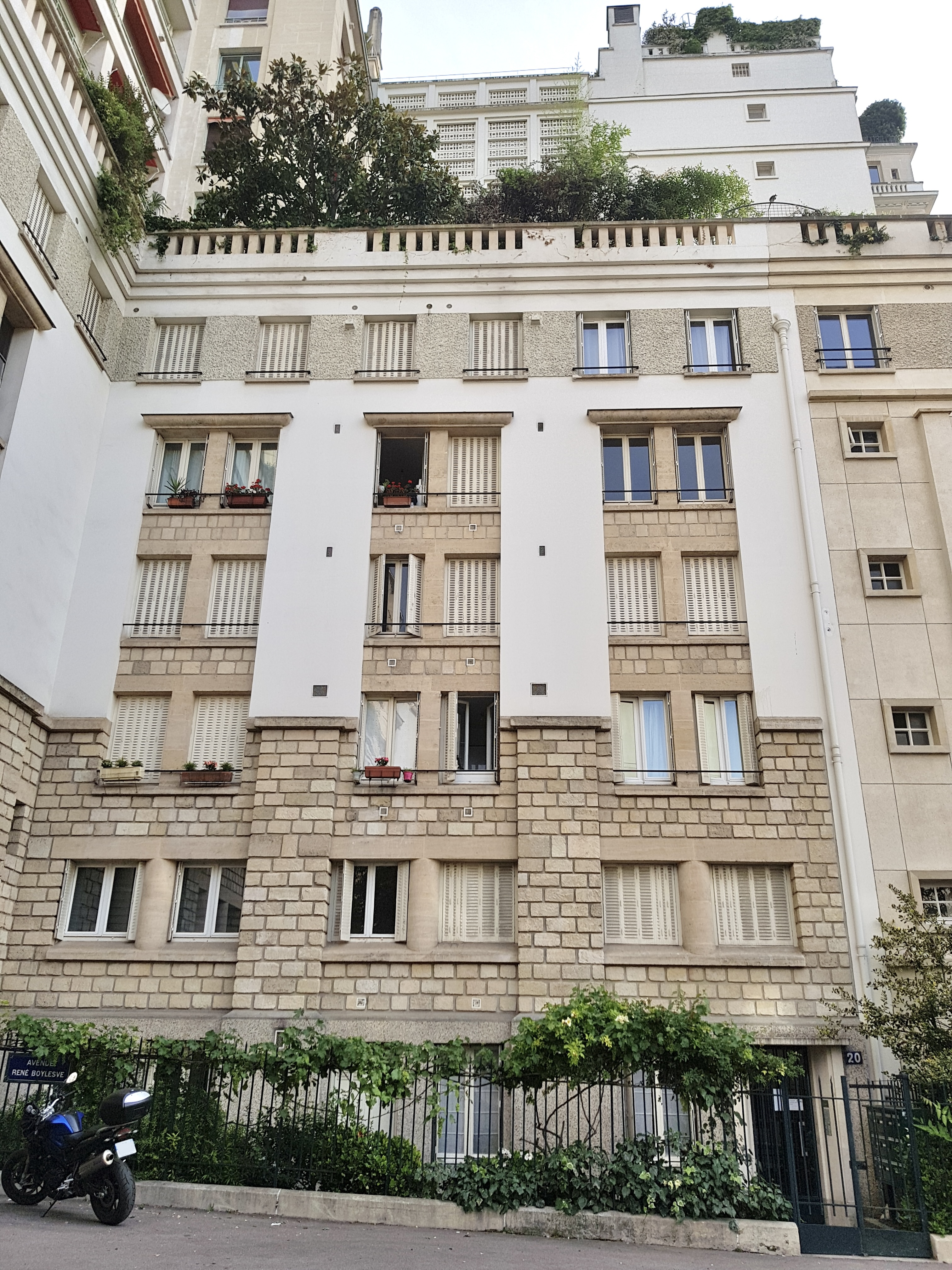
No 20.